# アンファニー・ジェニングス
アンファニー・ジェニングス（Anfernee Jennings、1997年5月1日 - ）は、アメリカ合衆国アラバマ州デイドビル出身のアメリカンフットボール選手。ポジションはアウトサイドラインバッカー。NFLのニューイングランド・ペイトリオッツに所属している。
カレッジフットボールではアラバマ大学でプレーをし、2020年のNFLドラフトで3巡目全体87位指名をされ、ペイトリオッツに入団した。

## 大学入学以前
ジェニングスはアラバマ州デイドビルで育ち、デイドビル高校に通い、高校のディフェンシブエンドとタイトエンドの両方でプレーした。彼はジュニアシーズンに171タックル、7サックを記録し、AL.comからSuper All-Stateの優秀選手として選ばれた。シニアイヤーに、ジェニングスは、170タックル、14サック、9回のパスカット、2回のファンブルフォースを記録し、4Aオールステートの先発メンバーと4Aラインマンオブザイヤーに選ばれた。4つ星の新人と評価されたジェニングスは、アーカンソー大学、アリゾナ州立大学、ジョージア大学、ミシシッピ州立大学、ネブラスカ大学からのオファーを受けていたが、アラバマ大学でカレッジフットボールをプレーすることを決めた。

## 大学時代
ジェニングスは、ディフェンシブエンドからアウトサイドラインバッカーにポジションに変えたこともあり、トゥルーフレッシュマンシーズンをレッドシャツで終えた。彼はレッドシャツのフレッシュマンとしてキーリザーブとしてプレーし、19タックル (2回のロスタックル) でその年を終えました。ジェニングスはレッドシャツの2年目シーズンにスターターとなり、41タックル（6ロスタックル）1サックで終えた。ジェニングスは、2018年のシュガーボウルでのクレムソン大学戦で試合の終盤にPCLの負傷であると診断され、 2018年のカレッジフットボールプレーオフナショナルチャンピオンシップゲームを欠場した。怪我が再発し、ジェニングスは動脈にも損傷を与え、脚に血栓ができたことがわかった。
ジェニングスは、レッドシャツのジュニアシーズンが始まる前に怪我から復帰した。彼は51タックル（14回のロスタックル）、6.5サック、1インターセプト、チーム最高の11回のパスカット、2回のファンブルリカバリー でそのシーズンを終えた。ジェニングスは、チャック・ベドナリック賞とバトクス賞の候補で、レッドシャツのシニアシーズンに入り、スポーティングニュースによってプレシーズンのオールSECとセカンドチームプレシーズンのオールアメリカンに選ばれた。ジェニングスは83タックル（12.5回のロスタックル）、8.0サック、5回のパスカット、1ファンブルフォース、1インターセプトを記録し、最終シーズンにオールSECのファーストチームに選ばれた。ジェニングスは54試合（先発38試合）で194タックル（34.5タックル）、15.5サック、3ファンブルフォース、2インターセプト、20パスカットで大学キャリアを終えた。

## プロキャリア
| 6 ft 2+1⁄8 in (188 cm)      | 256 lb (116 kg) | 32+7⁄8 in (84 cm) | 9+1⁄8 in (23 cm) |
| All values from NFL Combine |                 |                   |                  |

ジェニングスは2020年のNFLドラフトで3巡目全体87位で指名され、ニューイングランド・ペイトリオッツに入団した。彼は、2020年9月13日の2020年シーズン開幕戦のドルフィンズ戦でNFLデビューを果たし、9スナップをプレーし、チームの21-11での勝利に貢献した。ジェニングスは2020年10月18日のブロンコス戦で先発出場し、3タックルを記録した。
2021年8月31日、ジェニングスは故障者リストに入れられ、シーズンを終えた。
2024年3月13日、ペイトリオッツと3年1,200万ドルで再契約を結んだ。